# دهستان هنزا
هنزا از دهستان‌های شهرستان رابراستان کرمان ایران است.

## روستاها
- اسکفتوئیه
- باغوئیه۲
- بختین
- بیدلنگ
- پای زبر
- پای طاق
- پشته زنگ
- ترگوئیه
- جلال اباد
- خانه گزان
- خانه رغان
- خشک رود
- دره بید
- ده نو
- رضنوییه
- رمودره علیا
- زربران
- زارچستان
- صغین
- سرهنگر
- سیدمرتضی
- شغال
- علی اباد
- کاووس اباد
- کلوییه
- کنگری
- گلوچار
- گلوگازر
- مرین
- گودگرد
- کلومنان
- کودخشک
- ابکوچ
- ابگرم
- اشکنوئیه علیا
- ال غیاثی
- برف انبار
- بیدشیرین۲
- جوزعلی
- سرچشمه
- گردوستان
- هست موییه
- هنزا